# Anne de Chantraine
Anne de Chantraine (1605 - 17 octobre 1622) est l'une des nombreuses personnes à avoir été accusées de sorcellerie pendant la grande chasse aux sorcières du XVIIe siècle. Elle est brûlée vive à Waret-la-Chaussee ou à Liège, à l'âge de 17 ans.

## Dans la culture populaire
Anne de Chantraine est un personnage jouable dans Atmosfear,, une série de jeux de société interactifs. Elle apparaît comme une sorcière dans presque toutes les versions du jeu, sauf deux, et préside la troisième version du jeu.